# Polenovo

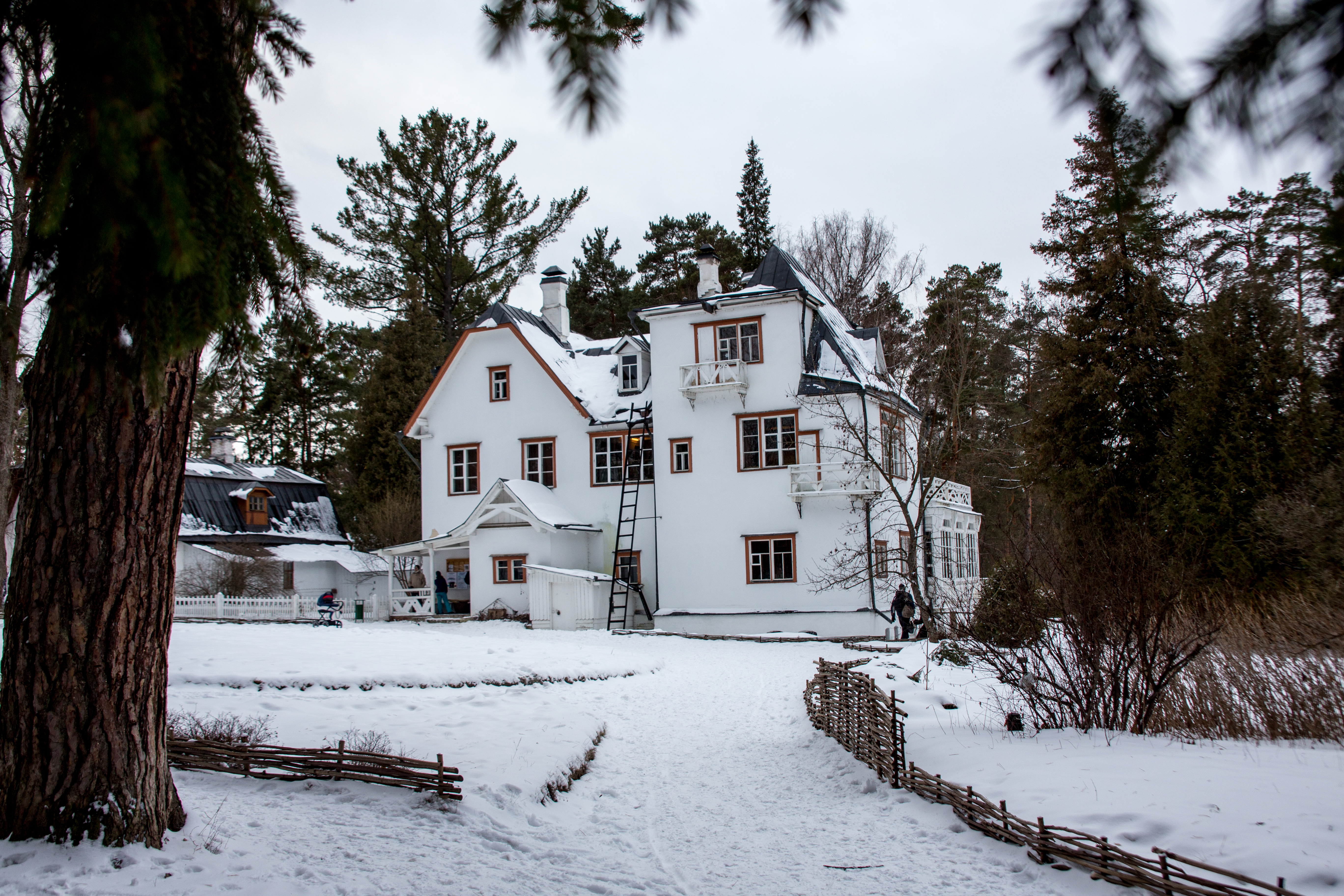
Maison-musée Vassili Polenov.

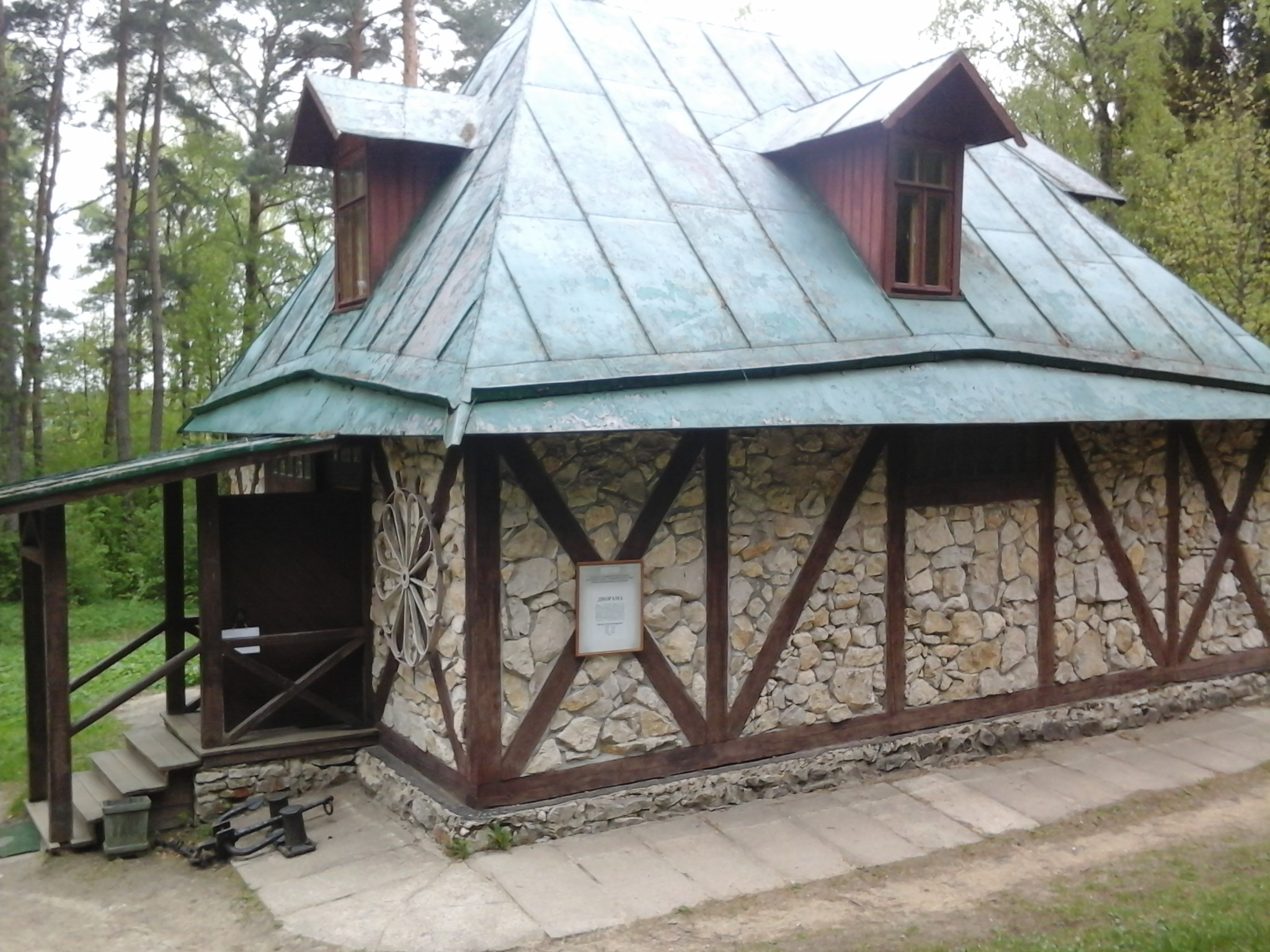
L'ancienne grange à barques du domaine transformée en une annexe du musée, mettant en scène la vie de V. Polenov à travers un diorama.

Polenovo est le nom du domaine sur lequel est implanté la maison-musée de Vassili Polenov dont le nom officiel est : musée-mémorial des arts et d'histoire et réserve naturelle Vassili Dmitrievitch Polenov, en russe : Государственный мемориальный историко-художественный и природный 
музей-заповедник В. Д. Поленова. 
Il est situé sur la rive droite supérieure de la  rivière Oka dans l'oblast de Toula. Le domaine fut acheté par le peintre en 1891 et sa maison fut imaginée par l'artiste et construite en 1892. Il se situe entre le village de Biokhovo et celui de Strakhovo.
Après sa mort, sa famille transféra toutes ses collections et biens au domaine et la maison devint le premier musée national, dès 1918.